# José Peseiro
José Vítor dos Santos Peseiro (Coruche, Portugal; 4 de abril de 1960) es un exfutbolista y entrenador portugués. Actualmente está sin club.

## Carrera

### Inicios como futbolista
Nacido en Coruche, Peseiro nunca jugó en una liga mayor a la Segunda División de Portugal. Empezó con el club local Sport Lisboa e Cartaxo en 1979. En esa división, jugó con el Amora, Oriental de Lisboa, Grupo Desportivo Samora Correia, y el Torreense, por un total de cinco temporadas.
A los 34 años Peseiro se retira al final de la temporada 1993-94, en la Tercera División de Portugal (cuarto nivel), con el União de Santarém.

### Inicios como entrenador
Peseiro comenzaría su carrera como entrenador, aun siendo jugador de la União de Santarém en 1992. En la temporada 1993-94 consigue el ascenso a la Segunda División "B" (tercer nivel) tras quedar en la primera posición del grupo D con 22 victorias, 10 empates y 2 derrota. En esa temporada Peseiro colgaría las botas y seguiría su carrera como entrenador, esta vez, del União de Montemor. En 1996. deja el Montemor para dirigir al Oriental de Lisboa, en la que permanece durante tres años.

### Nacional de Madeira
En el verano de 1999 llega al Nacional de Madeira. En su primera temporada consigue el ascenso a la Segunda División tras quedar primero en la zona sur con un récord de 25 victorias, 8 empates y 5 derrotas. En la siguiente temporada, quedaría en la séptima posición, y en la temporada 2001-02, conseguiría el ascenso a la Primera División de Portugal tras quedar primero en el grupo sur con un récord de 24 victorias, 9 empates y 5 derrotas.
En su primera temporada en la Primera División de Portugal dejaría al Nacional en el puesto once.

### Real Madrid
En la temporada 2003-04, Peseiro asume el papel de segundo entrenador en el Real Madrid, junto con Carlos Queiroz, entrenador principal. En esta aventura no tuvo éxito, ya que solo pudieron ganar la Supercopa de España. En la Liga de Campeones de la UEFA, el Madrid quedó eliminado en los cuartos de final por el Mónaco. Perdió la final de la Copa del Rey frente al Real Zaragoza y en la liga acabó en cuarta posición después de encadenar cinco derrotas consecutivas en los últimos cinco partidos, lo que supone hasta la fecha un récord negativo histórico en el club. Al concluir la campaña, Queiroz y su cuerpo técnico fue destituido. Cabe señalar que esta experiencia como entrenador asistente fue la única hasta hoy, durante toda su carrera.

### Sporting de Lisboa
En 2004, Peseiro vuelve al puesto de entrenador, esta vez con el Sporting de Lisboa. Fue catalogado para ese entonces como parte de la nueva generación de entrenadores portugueses, siendo José Mourinho el líder de esa generación. Peseiro se mostró ambicioso en lograr grandes cosas con su nuevo club, habiendo conseguido el récord de goles anotados por un equipo en la liga (66), récord el cual mantuvo varios años. En su primera temporada luchó por los primeros puestos hasta la jornada final, pero no le bastó ya que fue superado por cuatro puntos por el Benfica de Giovanni Trapattoni. En la Copa de Portugal fue eliminado en cuartos de final por el Benfica en penaltis, en el famoso juego que culminó 3:3.
El Sporting gozó de un estilo de juego sin precedentes, tanto en Portugal como en la Copa de la UEFA, donde eliminó a equipos como el Feyenoord, Middlesbrough, Newcastle, AZ Alkmaar, llegando a la final de dicho campeonato contra el CSKA de Moscú, partido que perdería 1:3 tras ir ganando en el descanso. 41 años pasaron para que el Sporting volviera a una final europea. Dicha temporada le bastó para que se alzara con el premio de entrenador del año en Portugal.
El comienzo de la siguiente temporada fue difícil, terminando perdiendo varios jugadores importantes en el equipo debido a la gran campaña de la temporada pasada en la Copa de la UEFA. Terminó siendo eliminado demasiado pronto de la Liga de Campeones de la UEFA contra el Udinese, siendo relegado a la Copa de la UEFA, y eliminado en su primera llave ante el Halmstads. En liga
no tuvo un mal comienzo, pero tras la derrota 0:1 como local ante el Académica, el equipo cayó a la séptima posición, provocando la aversión de los fanáticos. Peseiro renunciaría dos días después,

### Al-Hilal
En junio de 2006, Peseiro comenzó su experiencia en el Medio Oriente, aceptando la invitación del Al-Hilal de Arabia Saudita, uno de los clubes con más títulos del país, pero ese título les había sido esquivo en las últimas tres temporadas. Abandonó el club debido a diferencias con la administración en enero de 2007, después de 21 partidos oficiales, dejando al equipo en primer lugar en las dos competiciones nacionales que jugó.

### Panathinaikos
El 5 de junio de 2007, asumió el cargo de entrenador del Panathinaikos de Grecia. En el campeonato griego trató de llevar al club al título, peleando hasta la última ronda, y terminando en segundo lugar, logrando la calificación para la tercera ronda de clasificación de la Liga de Campeones de la UEFA 2008-09. En copa, caería 0:4 ante su rival el Olympiakos en la quinta ronda. En la Copa de la UEFA cayó en dieciseisavos de final ante el Rangers de Escocia. Al final de la temporada Peseiro abandonaría el club.

### Rapid de Bucarest
El 3 de junio de 2008 fue presentado como entrenador del Rapid de Bucarest de Rumania. Incluso después de serios problemas financieros en el club, logró mantener un equipo competitivo hasta el receso de invierno, durante ese tiempo acordó terminar el comando técnico del equipo. Peseiro dejó al equipo en el séptimo lugar, a siete puntos del líder Dinamo de Bucarest, y clasificado para los cuartos de final de la Copa de Rumania. En la Copa de la UEFA, el Rapid no pasó de la primera fase siendo eliminado por el Wolfsburgo de Alemania.

### Arabia Saudita
En febrero de 2009 y tras la renuncia de Nasser Al-Johar, Peseiro fue anunciado como el nuevo entrenador de Arabia Saudita. El equipo había clasificado a la última ronda en la Clasificación de AFC para la Copa Mundial de Fútbol de 2010, sin embargo el equipo estaba lejos de los lugares de clasificación. En su primer partido consiguió la histórica victoria 1:2 en Teherán ante Irán. Arabia Saudita nunca había ganado en Irán. Peseiro llevó al equipo al tercer lugar del grupo (Clasificando Corea del Sur y Corea del Norte). En el play-off Arabia Saudita y Baréin se enfrentaron entre sí para definir al quinto puesto de las eliminatorias, el vencedor fue Baréin, que empató ambos encuentros pero resultó favorecido por la regla del gol de visitante.
En 2010, durante la Copa de Naciones del Golfo celebrada en Yemen, Peseiro llevó un equipo mixto de jugadores sub-23 y suplentes del equipo "A". Consiguió el subcampeonato luego de perder la final 1:0 ante Kuwait en el tiempo suplementario.
En la Copa Asiática 2011 fue despedido luego del primer partido tras ser derrotado 1:2 por Siria. Nasser Al-Johar volvería a hacerse cargo del equipo tras su despido.

### Sporting de Braga
En el verano de 2012, Peseiro fue contratado como técnico del Sporting de Braga. Consiguió varios hitos bajo su mando, ya que logró clasificar al equipo a la fase de grupo de la Liga de Campeones por segunda vez en su historia, luego de dejar fuera al Udinese. En liga, el Braga queda cuarto clasificándose a competencias europeas, además, gana la primera y única Copa de la Liga del Sporting de Braga tras derrotar 1:0 al Oporto. Al final de la temporada, el club y Peseiro llegan a un acuerdo para la rescisión de contrato.

### Al-Wahda
En noviembre de 2013, le presentan la oferta para dirigir al Al-Wahda de la Liga de los Emiratos Árabes Unidos. Acepta y logra llevar al equipo del décimo al segundo lugar tras terminar la temporada. Estableciendo un récord de 25 partidos consecutivos sin perder.
En su segunda temporada, continúa su racha invicta después de once rondas sin derrotas, ocupando el segundo lugar en la tabla de la liga. Sin embargo, por desacuerdos con los propietarios del club, termina llegando a un acuerdo mutuo y abandona el club, para ir al Al-Ahly de Egipto.

### Al-Ahly
En octubre de 2015, el club egipcio Al-Ahly contrató a Peseiro, con la intención de volver a ganar el título egipcio, que hasta entonces era propiedad del Zamalek. Con el Al-Ahly disputó las primeras siete fechas del campeonato cosechando seis victorias y solo una derrota para dejar al equipo en el primer lugar antes de su partida al Oporto.

### Oporto
El 19 de enero de 2016 fue anunciado como entrenador del Oporto hasta junio de 2017, diez días después de haber destituido al español Julen Lopetegui. Fue despedido el 30 de mayo, dado que el club cerró la temporada sin ningún título por primera vez en tres años. Acabó el campeonato en tercera posición, por detrás de su dos rivales lisboetas (Benfica y Sporting de Lisboa), fue eliminado en los octavos de la Liga de Campeones por el Chelsea y acabó la temporada perdiendo la final de copa ante el Sporting de Braga.

### Sporting de Braga (segunda vuelta)
El 6 de junio de 2016 fue contratado nuevamente por el Sporting de Braga por dos temporadas, reemplazando a Paulo Fonseca. Peseiro dirigió al equipo en 23 partidos oficiales, ganando 11, empatando cinco y perdiendo siete. El 15 de diciembre es despedido luego de perder 1:2 ante el modesto Sporting de Covilhã en la Copa de Portugal. Seis días antes el club había sido eliminado 2:4 por el Shajtar Donetsk en Europa League.

### Sarja
Peseiro retornaría a los Emiratos Árabes Unidos en enero de 2017 con el Sarja, con el objetivo de mantener al equipo en la categoría. Reemplazando al entrenador griego Giorgos Donis, el club ocupaba el décimo lugar en la tabla y Peseiro los dejó en el noveno lugar salvando su estancia en la primera división del país. En la Copa del Presidente de los Emiratos Árabes Unidos alcanzó las semifinales luego de perder 1:0 ante el Al-Wahda. En la siguiente temporada el club se fusionaría con el Al-Shaab, haciendo cambios importantes en su estructura. Uno de los cambios fue el despido de Peseiro tras conseguir un empate en cuatro juegos.

### Vitória de Guimarães
El 28 de febrero de 2018, firma hasta junio de 2019 con el Vitória de Guimarães, pero tras diez partidos rescinde su contrato de mutuo acuerdo con el club el 15 de mayo.

### Sporting de Lisboa (segunda vuelta)
En julio de 2018, Peseiro regresa al Sporting tras 13 años, asumiendo las riendas del club que había perdido a numerosos jugadores claves tras los ataques violentos de los aficionados. El anterior técnico, Siniša Mihajlović solo duró nueve días en el cargo. Incluso dentro de ese entorno desfavorable, deja al equipo a dos puntos del primer lugar, siendo despedido el 1 de noviembre por el presidente recién electo, motivado también al pobre desempeño y a la derrota como local 1:2 ante el Estoril de Praia en la fase de grupos de la copa nacional.

### Venezuela
El 4 de febrero de 2020 es oficializado por la Federación Venezolana de Fútbol como nuevo director técnico de la selección sudamericana. Inició su labor en las eliminatorias al Mundial a realizarse en Catar, asimismo, participó de la Copa América 2021 con muchas bajas de los jugadores habituales de la selección y muchos protagonistas del balompié local, sumando dos empates y dos derrotas, culminando en el último puesto en la fase de grupos, quedando eliminado del torneo. El 19 de agosto de 2021 Peseiro a través de una carta anunció su renuncia por un tema de impagos, donde la federación le adeudó un total de catorce meses de salario. Un día después el presidente de la federación Jorge Giménez aceptó su renuncia, terminando así su tiempo como entrenador de la selección.

### Nigeria
En mayo de 2022, la Federación Nigeriana de Fútbol nombró a Peseiro como nuevo seleccionador nacional.En febrero de 2024, llegó a la final de la Copa Africana de Naciones 2023, aunque finalizaron en el segundo puesto luego de caer ante Costa de Marfil por 2-1.El 1 de marzo, confirmó su salida del seleccionado africano luego de no llegar a un acuerdo con los directivos.

### Zamalek SC
El 14 de febrero de 2025, asumió al frente del Zamalek SC. Sin embargo, el 6 de mayo, fue relevado de sus funciones tras 82 días en el cargo.

## Clubes

### Como jugador
| Equipo            | País     | Período   |
| ----------------- | -------- | --------- |
| Cartaxao          | Portugal | 1979-1980 |
| Coruchense        | Portugal | 1980-1982 |
| Oriental          | Portugal | 1982-1983 |
| Amiro             | Portugal | 1983-1984 |
| Oriental          | Portugal | 1984-1987 |
| GD Samora Correia | Portugal | 1987-1988 |
| Torrense          | Portugal | 1988-1989 |
| Santarém          | Portugal | 1989-1991 |
| Alcanenense       | Portugal | 1991-1992 |
| Santarém          | Portugal | 1992-1994 |

### Como asistente técnico
| Equipo      | País   | Período   | Asistente de   |
| ----------- | ------ | --------- | -------------- |
| Real Madrid | España | 2003-2004 | Carlos Queiroz |

### Como entrenador
| Equipo             | País                   | Período   |
| ------------------ | ---------------------- | --------- |
| Santarém           | Portugal               | 1992-1994 |
| Montemor           | Portugal               | 1994-1996 |
| Oriental           | Portugal               | 1996-1999 |
| Nacional           | Portugal               | 1999-2003 |
| Sporting de Lisboa | Portugal               | 2004-2005 |
| Al-Hilal           | Arabia Saudita         | 2006-2007 |
| Panathinaikos      | Grecia                 | 2007-2008 |
| Rapid de Bucarest  | Rumania                | 2008      |
| Selección absoluta | Arabia Saudita         | 2009-2011 |
| Sporting de Braga  | Portugal               | 2012-2013 |
| Al-Wahda           | Emiratos Árabes Unidos | 2013-2015 |
| Al-Ahly            | Egipto                 | 2015-2016 |
| Porto              | Portugal               | 2016      |
| Sporting de Braga  | Portugal               | 2016      |
| Sarja              | Emiratos Árabes Unidos | 2017-2018 |
| Sporting de Lisboa | Portugal               | 2018      |
| Selección absoluta | Venezuela              | 2020-2021 |
| Selección absoluta | Nigeria                | 2022-2024 |
| Zamalek SC         | Egipto                 | 2025      |

## Palmarés

### Como entrenador
- II Divisão (1):1999-2000.
- Taça da Madeira (1): 2000-01.
- Copa de la UEFA:
  - Subcampeón (1): 2004-05.
- Copa de Naciones del Golfo:
  - Subcampeón (1): 2010.
- Copa de la Liga de Portugal (1): 2012-13.

### Distinciones individuales
- Entrenador del año en Portugal: 2005.[6]